# Berta Bojetu Boeta
Berta Bojetu Boeta (* 8. Februar 1946 in Maribor, Jugoslawien; † 16. März 1997 in Ljubljana, Slowenien) war eine slowenische Schriftstellerin, Lyrikerin und Schauspielerin.

## Leben und Werk
Bojetu Boeta wurde als Tochter einer Krankenschwester, die die jugoslawischen Partisanen unterstützt hatte, und eines spanischen Partisanenarztes jüdischer Herkunft in Maribor geboren. 1962 begann sie dort ein Studium an der Lehrbildungsanstalt, das sie jedoch 1965 abbrach. Anschließend unterrichtete sie zwei Jahre an einer Schule in Zgornja Ščavnica (bei Sveta Ana) und begann 1967 ein Schauspielstudium an der Akademie für Theater, Radio, Film und Fernsehen (AGRFT) in Ljubljana. Von 1970 bis 1972 arbeitete sie in der Stadtbibliothek Maribor und begann anschließend ein Studium der Serbokroatistik und des Bibliothekarswesens an der Pädagogischen Akademie in Ljubljana, das sie 1990 abschloss.
Bojetu Boeta war in zweiter Ehe mit dem späteren Politiker Zmago Jelinčič verheiratet. Aus der Ehe ging ein gemeinsamer Sohn, der Historiker und Übersetzer Klemen Jelinčič Boeta, hervor. 1992 zog sie für ein Jahr zu ihrem Sohn nach Jerusalem und ließ in dieser Zeit offiziell ihren zweiten Nachnamen Boeta anerkennen. Dies war der eigentliche Nachname ihres Vaters, der in Jugoslawien jedoch irrtümlich als Boetu eingetragen wurde. Ihr Grab befindet sich auf dem jüdischen Friedhof des Friedhofs Žale in Ljubljana.
1979 fand sie Anstellung am Puppentheater in Ljubljana (Lutkovno gledališče Ljubljana) und war Mitbegründerin der Theatergruppe Koreodrama, die 1984 ihr Bühnenstück Pogovor v hiši Karlstein („Ein Gespräch im Hause Karlstein“) spielten, das vier Jahre später als Lyrikband unter dem Titel Besede iz hiše Karlstein („Worte aus dem Hause Karlstein“) erschien. Für ihre Rolle als Agata Schwarzkobler im gleichnamigen Stück wurde sie mit dem Borštnik-Preis ausgezeichnet. Ihr erster Gedichtband Žabon („Der große Frosch“) erschien 1979, bereits davor wurden ihre Gedichte in verschiedenen Zeitschriften veröffentlicht, teilweise unter dem Pseudonym Ivanka Bogolin. In ihrer Lyrik nimmt die Erotik einen sehr großen Stellenwert ein. Ihre Inszenierung eines weiblichen lyrischen Ichs, das den Mann unmittelbar anspricht und Sexualität unverhüllt erlebt, stellte zur damaligen Zeit ein Novum in der slowenischen Lyrik dar und wurde teils als anstößig empfunden. 1990 publizierte sie im Klagenfurter Wieser Verlag den dystopischen Roman Filio ni doma (1990, dt. Übersetzung Filio ist nicht daheim), der von einer Insel handelt, auf der Männer Frauen in einem totalitaristischen System unterjochen und sexuell missbrauchen. Auch ihr zweiter Roman Ptičja hiša (1995, dt. Übersetzung Das Vogelhaus) ist eine feministische Dystopie. Filio, Hauptperson des ersten Romans, ist der Insel entflohen und betätigt sich nun als Malerin, um ihr Trauma zu verarbeiten, trifft jedoch auf Kalina, die eine weitere Geschichte von Unterdrückung und sexueller Gewalt eröffnet. Für diesen Roman erhielt Boeta Bojetu als erste Frau den Kresnik-Preis. 1995 veröffentlichte sie ebenfalls zwei Monodramen für Kinder Gremo k babici – Osama („Gehen wir zur Oma – Vereinsamung“). 2016 wurde posthum ihr bisher unveröffentlichtes Fernsehszenario Rozalija („Rosalie“) veröffentlicht, im selben Jahr folgte ein Band mit ausgewählten Gedichten (Zbrane pesmi).
1990 wurde sie Mitglied des Slowenischen Schriftstellerverbands und zwei Jahre später des slowenischen PEN-Clubs.
2002 fand ein internationales Symposium zu ihrem Werk in der Synagoge in Ljubljana statt, die dazugehörige Veröffentlichung wurde von Katja Sturm-Schnabl herausgegeben.

## Werke
- Žabon (Maribor, 1979)
- Pogovor v hiši Karlstein (Maribor, 1988)
- Filio ni doma (Klagenfurt, 1990)
  - dt. Übersetzung: Filio ist nicht daheim (Klagenfurt 2020, übersetzt von Klaus Detlef Olof)
- Ptičja hiša (Klagenfurt, 1994)
  - dt. Übersetzung: Das Vogelhaus (Klagenfurt 2022, übersetzt von Klaus Detlef Olof)
- Rozalija (Ljubljana, 2016)
- Zbrane pesmi (Ljubljana, 2016)